# کریس لوئیس
کریس لوئیس (انگلیسی: Cris Lewis؛ زادهٔ ۱۰ مهٔ ۱۹۸۸) بازیکن فوتبال اهل ایالات متحده آمریکا است.
از باشگاه‌هایی که در آن بازی کرده‌است می‌توان به باشگاه فوتبال پورتلند تورنز اشاره کرد.